# Satara (Staat)
Satara war ein Fürstenstaat Britisch-Indiens in den Westghats nördlich von Goa im heutigen Bundesstaat Maharashtra. Seine Hauptstadt war der Ort Satara. Das Fürstentum ging zurück auf den Marathenführer Shivaji Rao Bhonsle I., der 1663 das Fort Satara dem Mogulreich entriss und 1674–80 der erste Maharaja Chhatrapati von Satara war. Nach seinem Tode agierten die Marathen-Generäle in ihren Fürstentümern weitgehend unabhängig und die Bhonsle-Dynastie teilte sich 1730 in einen Satara- und einen Kolhapur-Zweig. De facto wurde das Marathenreich von den erblichen Ministerpräsidenten, den Peshwas, regiert, die 1749 die Reichshauptstadt nach Pune verlegten. Die Bhonsles blieben in Satara als Titularkönige. Nach dem Sieg der Briten über die Marathen 1818 und der Annexion Punes ließen sie jedoch den Maharaja von Satara (ab 1819 ein britisches Protektorat) im Amt. Als aber der Maharaja Chhatrapati Shahuji Rao (genannt Appa Saheb) Bhonsle III. (1839–48) ohne männliche Erben starb, zogen die Briten Satara als ersten Fürstenstaat nach der Doctrine of Lapse ein und machten es zu einem Distrikt der Präsidentschaft Bombay.